# Cârstieni, Argeș
Cârstieni este un sat în comuna Călinești din județul Argeș, Muntenia, România.